# لقصابي (لقصابي تاكوست)
لقصابي هي إحدى مشيخات المملكة المغربية، تتبع جغرافيا لإقليم كلميم وإداريًا للقصابي تاكوست. يقدر عدد سكانها بـ 2437 نسمة حسب الإحصاء الرسمي للسكان والسكنى لسنة 2004.